# Puyuelo
Puyuelo es un despoblado español del municipio de Fiscal, perteneciente a la provincia de Huesca, en la comunidad autónoma de Aragón.

## Historia
Hacia mediados del siglo XIX, el lugar era referido como un barrio de Cámpol. Aparece descrito en el decimotercer volumen del Diccionario geográfico-estadístico-histórico de España y sus posesiones de Ultramar de Pascual Madoz con las siguientes palabras:

PUYUELO: barrio en la prov. de Huesca, part. jud. de Boltaña y térm. jurisd. de Campol (V.).
(Madoz, 1849, p. 306)

El lugar, que quedó despoblado, forma ahora parte del término municipal de Fiscal.